# Survivor: Büyük Macera
Survivor Büyük Macera fue la primera temporada del popular programa Survivor al aire en Turquía. Esta temporada se estrenó el 22 de marzo de 2005 y se emitió durante trece semanas. Esta temporada parecía Expedición Robinson más que Survivor en la forma en que las tribus se dividieron en dos grupos conocidos como el Norte y el Sur de los equipos. Desde muy temprano en las alianzas juego entró en juego como los cuatro miembros más jóvenes del equipo del Norte, Ebru Demiray, arkadaşlar Irmak, Pekser Kemal, y Selin Yardimci rápidamente formaron una alianza. Debido a esto, y el hecho de que el equipo del Sur resultó mejor a los retos, ninguno de los cuatro miembros mayores del equipo del Norte lo hizo a la mezcla. Tras la fusión, el miembro sobreviviente del equipo de North problemas para encontrar un hueco en el equipo del Sur y seis fueron uno por uno hasta que sólo interceptado antiguos miembros del equipo del Sur se mantuvo en el juego. Cuando llegó el momento de la final a cuatro de los concursantes compitieron en el famoso "Plank" la competencia. Uğur Pektaş ganado este primer reto y eliminó Delim del juego. En la segunda semifinal de la competencia de los otros dos miembros de los tres finalistas compitieron entre sí por el puesto restante en los dos últimos. También podrían ganar un punto al ganar el voto sea espectador o el voto del jurado. Finalmente, fue Uğur Pektaş que ganó esta temporada en Özgür Şimşek con un recuento de votos superior combinada del jurado y los votos ciudadanos.